# 桂雀三郎
桂 雀三郎（かつら じゃくさぶろう）は上方落語の名跡。当代は三代目。
- 初代桂雀三郎 - 後∶二代目桂小文枝
- 二代目桂雀三郎 - 二代目桂小文枝門下
- 三代目桂雀三郎 - 本項にて詳述

三代目 桂雀三郎（1949年3月30日 - ）は、落語家・歌手。大阪府、現在の摂津市生まれ。本人はかつて「私は『明るい農村』の出身でございまして、大阪府三島郡鳥飼村大字…」と紹介していた。実家は豆腐屋。米朝事務所所属。上方落語協会会員（2008年12月復帰）。出囃子は『じんじろ』および『ヨーデル食べ放題』（主に『G＆G』をかける場合）。愛称は「雀（じゃく）さん」。

## 来歴
龍谷大学文学部中退。在学中は落語研究会で活躍（当時の高座名は「京龍亭龍京」）。当時は「ギャグの切れ味がシャープ」「うまいけど、けったいな奴」という評を仲間から受けていた。
在学中に10代目桂小米（後の2代目桂枝雀）と2代目桂春蝶による「小米・春蝶二人会」を観覧し、小米の芸に「うまいなあ」と印象を抱く。弟子入りをする勇気がなく、友人から電話してもらって小米に希望を伝え、小米の家に行くときも友人に付き添いを頼んだ。小米の前で『延陽伯』を演じ、最終的に承諾を得て1971年3月に入門し、桂米治を名乗る。
1975年1月に雀枝を経て、1976年10月、三代目桂雀三郎を襲名。師匠・枝雀譲りの爆笑派としての側面と、野太いしわがれ声による豪快な本格的実力派としての側面とを併せ持つ。
一方で、ガンジー石原プロデュースにより1986年 - 1993年には「雀三郎製（じゃくさんせい）アルカリ落語会」（会の名前の命名は中島らも）という新作落語の会も行っていた。
1999年9月に一心寺シアターにて1日2席を25日間連続落語会としてこなす。2007年には1日4席に挑戦した。これらの集大成として、還暦記念の2009年3月に1日2席平均で30日間連続落語会を敢行。初日には大ネタ『地獄八景亡者戯』、最終日にはこれもまた大ネタ『百年目』を演じた。

## 人物
桂雀三郎withまんぷくブラザーズとして『ヨーデル食べ放題』などのヒット曲も持つ。
入門当時は七三分けにしていたが 額が広くなってきたので、後ろ髪を長く伸ばし 後ろで束ねて髷のようにしていたが、2018年 古希を迎えるにあたり、髷を切り 断髪した。

## 弟子
- 桂雀喜
- 桂雀五郎
- 桂雀太

### 廃業
- 桂又三郎 - 現在でも交流があり弟弟子の雀喜に新作を書き下ろしている。

## 芸歴
- 1971年3月 - 十代目桂小米に入門、「米治」を名乗る[1]。
- 1975年1月 - 「雀枝」と改名。
- 1976年10月 - 「三代目桂雀三郎」を襲名。

## 代表ネタ
代表ネタは、『らくだ』『崇徳院』『ちしゃ医者』『遊山船』、自らが復活させた『いらち俥』（東京落語の『反対俥』）、『鬼の面』、5代目桂文枝（当時は3代目小文枝）譲りの『天王寺詣り』、祝々亭舶伝（当時は2代目春輔）譲りの『初天神』、趣味とする浄瑠璃ネタの『寝床』『軒づけ』、江戸落語を大阪風にアレンジした『夢の革財布』、小佐田定雄作の『神だのみシリーズ』『帰り俥』『G&G』など。還暦をすぎてから『帯久』『たちぎれ』などに挑戦し、自家薬篭のネタにしている。なお、盗人の登場するネタを演じることはない。
1983年（昭和58年）、枝雀一門会であった「雀の会」（大阪府茨木市のお寺で開催）で、得意ネタ10席ほどから客にリクエストをつのったところ、『天王寺詣り』が首位であった。
本人が枕で語ったところによると、幼稚園児らの前で披露した古典落語は『夏の医者』で、また大師匠の3代目桂米朝に「今日はギター、持って来てへんのかいな」と落胆していわれたことで明らかとなった「人間国宝」のお気に入りの新作落語は『G＆G』であった。米朝一門会ではしばしば大トリ前に雀三郎が『G＆G』をかけ、｢ファイヤー!｣とシャウトしてサゲた後に米朝が高座に上がり「私ももうすぐファイヤーになりますが...」といって笑いを取ることがあった。

## 受賞歴
- 1980年　「ABC漫才落語新人コンクール」最優秀賞
- 1994年　大阪府民劇場奨励賞
- 2000年　第29回上方お笑い大賞 最優秀技能賞（金賞）

## 落語CD・DVD
『雀三郎の落語』
| タイトル           | 演目         | 収録年月日    | 収録会場       | 発売年月日     | 発売元  |
| ------------------ | ------------ | ------------- | -------------- | -------------- | ------- |
| 雀三郎の落語 その1 | 口入屋       | 1997年3月15日 | サンケイホール | 1997年11月27日 | 東芝EMI |
| 雀三郎の落語 その1 | 天王寺詣り   | 1997年3月15日 | サンケイホール | 1997年11月27日 | 東芝EMI |
| 雀三郎の落語 その2 | 貧乏花見     | 1997年3月15日 | サンケイホール | 1998年10月28日 | 東芝EMI |
| 雀三郎の落語 その2 | 夢の革財布   | 1998年3月20日 | サンケイホール | 1998年10月28日 | 東芝EMI |
| 雀三郎の落語 その3 | くしゃみ講釈 | 1999年3月13日 | サンケイホール | 2000年7月26日  | 東芝EMI |
| 雀三郎の落語 その3 | G&G          | 1999年3月13日 | サンケイホール | 2000年7月26日  | 東芝EMI |
| 雀三郎の落語 その4 | 親子酒       | 2000年3月4日  | サンケイホール | 2001年8月8日   | 東芝EMI |
| 雀三郎の落語 その4 | 哀愁列車     | 2000年3月4日  | サンケイホール | 2001年8月8日   | 東芝EMI |
| 雀三郎の落語 その5 | 遊山船       | 1999年3月13日 | サンケイホール | 2001年8月8日   | 東芝EMI |
| 雀三郎の落語 その5 | 崇徳院       | 2000年3月4日  | サンケイホール | 2001年8月8日   | 東芝EMI |

『THE 雀三郎』（EMI MUSIC JAPAN、CDとDVD）※2008年3月26日

## 歌手活動
落語家としては本格派だが、コミックソングの歌手としても活躍。
桂雀三郎withまんぷくブラザーズ名義で発表した『ヨーデル食べ放題』はヨーデルを主軸にしながらも焼肉屋の食べ放題を主題に歌った曲。師匠・枝雀は「面白い歌。売れるときはめちゃくちゃ売れるが、売れなければ、全然売れない」と予想。その後、1996年11月に発売されたが、当時売れたのは2000枚程度であった。しかし、2000年6月21日放送のニッポン放送『高田文夫のラジオビバリー昼ズ』でオンエアされ人気に火が点き、本拠の大阪より関東(東京)周辺で話題となった。そして、この年だけで約12万枚を売り上げるヒットとなった。
『ヨーデル食べ放題』のCDリリースは1996年であり、上述の落語のCDより先となった。

### 桂雀三郎withまんぷくブラザーズ
- リピート山中（ギター担当、1960年生）
- ボルケーノ赤木（マンドリン担当、1957年生、2007年～）
- ミンチスキー東（東ともみ、コントラバス担当、2018年～）

### 過去のメンバー
- エルエール田中（マンドリン担当）
- リストーラ久留島（コントラバス担当、1960年生）

## 自主制作映画
『ヨーデル食べ放題』の作詞・作曲者であるミュージシャンであるリピート山中の監督により、『噺家王アルカリキッド』シリーズという自主映画三本に主役として出演している。
その第1作『とんで火に入る夏の豚の巻』（1989年）で、伊丹映画祭グリーンリボン賞銅賞を受賞。